# SAG-AFTRA

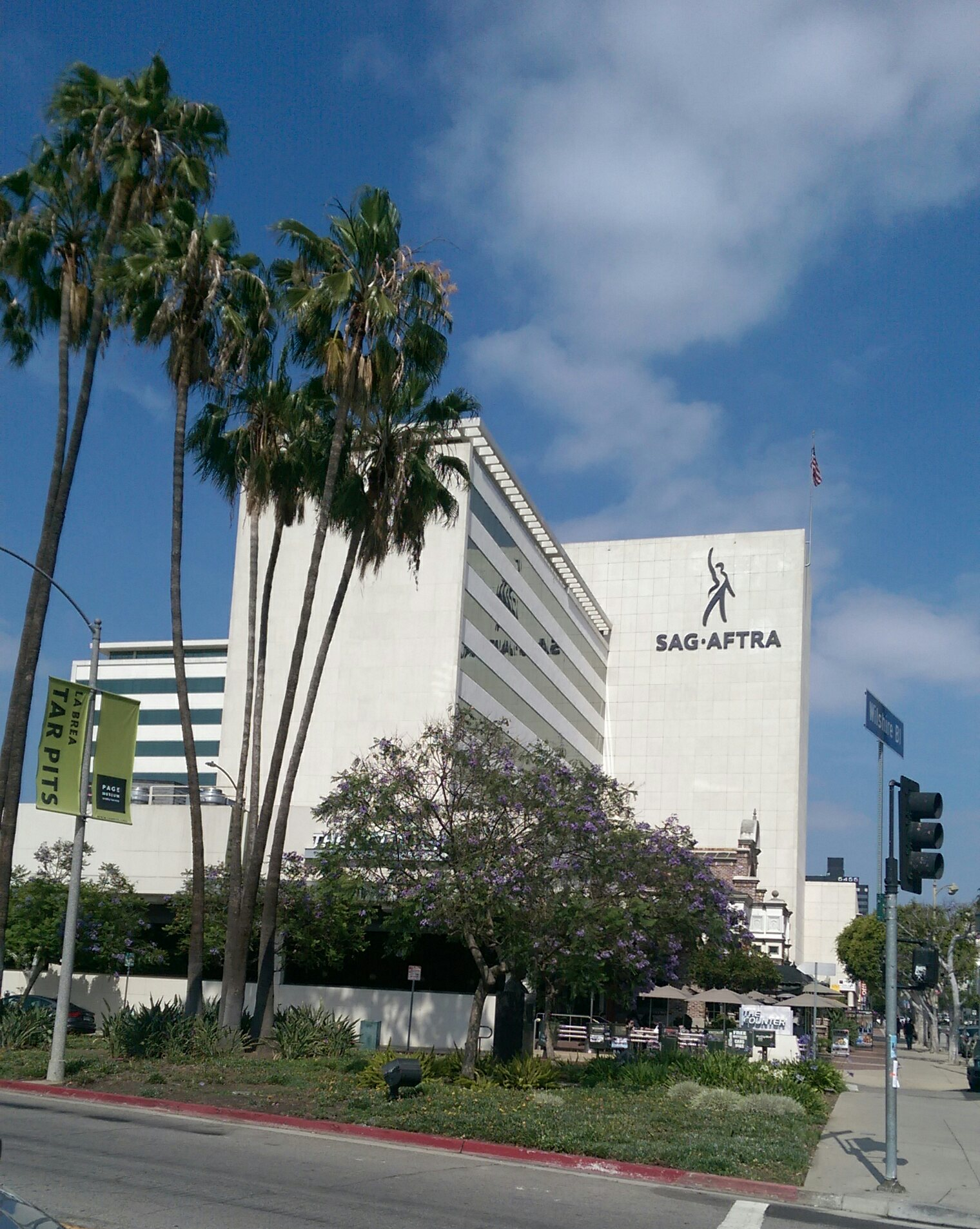
O SAG-AFTRA Plaza em Los Angeles, Califórnia, sede do SAG-AFTRA.

O Screen Actors Guild-American Federation of Television and Radio Artists (SAG-AFTRA) é um sindicato estadunidense que representa aproximadamente 160 mil atores de cinema e televisão, jornalistas, personalidades do rádio, músicos, cantores, dubladores, influenciadores da internet, modelos e outros profissionais de mídia em todo o mundo. A organização foi formada em 30 de março de 2012, após a fusão do Screen Actors Guild (SAG, criado em 1933) e da Federação Americana de Artistas de Rádio e Televisão (AFTRA, criada em 1937). O SAG-AFTRA é membro da AFL-CIO, a maior central sindical dos Estados Unidos.
Ken Howard foi o primeiro presidente do sindicato. Após sua morte, ele foi sucedido por Gabrielle Carteris. Em 2 de setembro de 2021, Fran Drescher foi eleita presidente. A SAG-AFTRA está sediada em Los Angeles, Califórnia e na cidade de Nova York, além de ter outros escritórios espalhados em todo os Estados Unidos.